# إف إس سي كيه

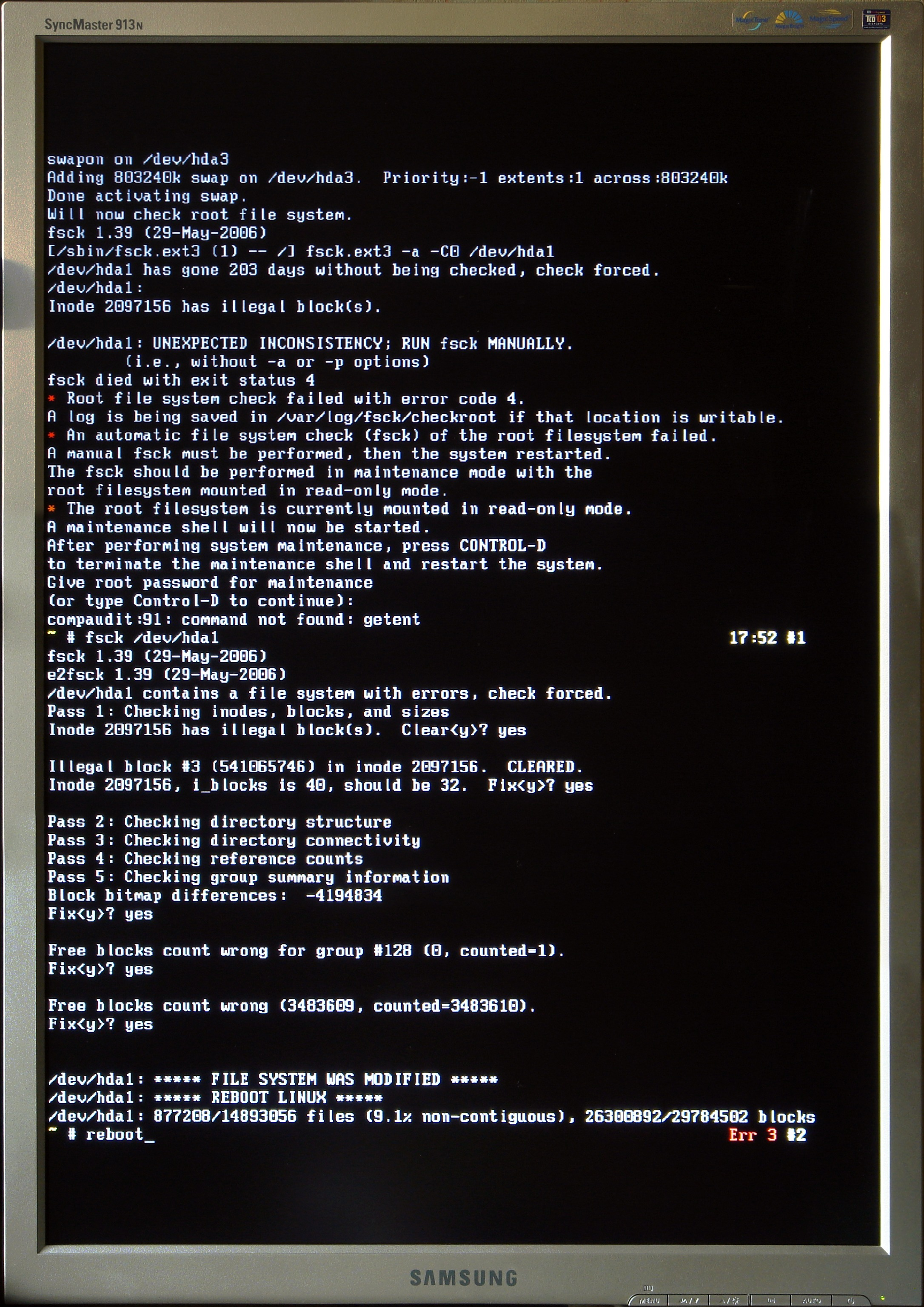
fsck يعمل على نظام لينكس.

الأمر اف اس سي كيه (بالإنجليزية: fsck)‏ (اختصار من file system consistency check) هو أمر خدمي للتحقق من تناسق نظام الملفات التشغيل ويستخدم مع نظم التشغيل يونكس وشبيه يونكس مثل لينكس وأو إس إكس، ويوجد أمر مشهور مشابه له في نظام التشغيل ويندوز وهو شيك ديسك CHKDSK.

## استخداماته
بشكل عام، يتم تشغيل fsck إما تلقائيًا ببدء عمل النظام، أو يدويًا بواسطة مسؤول النظام. يعمل الأمر بشكل مباشر على هياكل البيانات المخزنة على القرص، والتي تكون داخلية ومحددة لنظام الملفات الخاص المستخدَم لذلك فإن الأمر fsck المخصص لنظام الملفات ضروري. تختلف السلوكيات الدقيقة لعمليات تنفيذ fsck المختلفة، ولكنها تتبع عادةً ترتيبًا مشتركًا للعمليات الداخلية وتوفر واجهة سطر أوامر مشتركة للمستخدم.
توفر معظم أدوات fsck المساعدة خيارات إما للإصلاح التفاعلي لأنظمة الملفات التالفة (يجب على المستخدم تحديد كيفية إصلاح مشاكل معينة)، أو تحديد كيفية إصلاح مشاكل معينة تلقائيًا (بحيث لا يضطر المستخدم إلى الإجابة عن أي أسئلة)، أو مراجعة المشاكل التي تحتاج أن يتم حلها على نظام الملفات دون إصلاحها بالفعل. عادةً ما يتم استرداد الملفات التي تم استردادها جزئيًا حيث لا يمكن إعادة بناء اسم الملف الأصلي إلى دليل lost+found والذي يتم تخزينه في جذر النظام.
يمكن لمسؤول النظام أيضًا تشغيل fsck يدويًا إذا كان يعتقد أن هناك مشكلة في نظام الملفات. عادةً ما يتم فحص نظام الملفات أثناء إلغاء تحميله، أو تحميله للقراءة فقط أو باستخدام النظام في وضع صيانة خاص.

## أمثلة
المثال التالي للتحقق من أن نظام الملفات الذي تم إعداده والمرتبط mounted مع قسم الدليل usr، ولكن قبل الفحص يجب أن يتم عمل إلغاء تحميل لنقطة الارتباط umount.
fsck /usr